# بمب‌گذاری‌های ۱۹۸۳ تا ۱۹۸۸ کویت
بمب‌گذاری‌های ۱۹۸۳ تا ۱۹۸۸ کویت بمب‌گذاری‌هایی است که در کویت از ۱۲ دسامبر ۱۹۸۳ دو ماه پس از انفجار مقر تفنگداران دریایی آمریکا در بیروت آغاز داد. بمب‌گذاری اولیه یک حمله ۹۰ دقیقه‌ای هماهنگ شده به شش نقطه کلیدی، شامل دو سفارتخانه، فرودگاه، و کارخانه پتروشیمی اصلی کویت بود و و زیرساختهای کویت را مورد هدف قرار می‌داد. به حزب شیعهٔ الدعوه و ابومهدی المهندس اتهام وارد شده که این بمب‌گذاری‌ها را انجام داده است. این حوادث منجر به کشته شدن پنج تن شد. این حمله بیشتر از آن لحاظ قابل توجه هست که می‌توانست در صورت موفقیت بزرگترین حمله تروریستی قرن بیستم باشد، اما به خاطر نصب ناصحیح بمب‌ها تنها چند نفر کشته داد. 

## بمب‌گذاری‌های ۱۹۸۳ کویت
بمب‌گذاری‌های ۱۹۸۳ کویت حملاتی به شش تأسیسات کلیدی در ۱۲ دسامبر ۱۹۸۳، دو ماه پس از بمب‌گذاری پادگان بیروت در همان سال بودند. حمله هماهنگ ۹۰ دقیقه‌ای به دو سفارتخانه، فرودگاه اصلی کویت و کارخانه پتروشیمی، بیشتر به خاطر خساراتی که قرار بود وارد کند، قابل توجه بود تا آنچه واقعاً ویران شد. آنچه که می‌توانست «بدترین حادثه تروریستی قرن بیستم در خاورمیانه » باشد، به دلیل نقص در ساخت بمب‌ها، تنها شش نفر را کشت. 
عاملان این بمب‌گذاری ناشناس بودند، اما گفته می‌شود که با جمهوری اسلامی ایران مرتبط بوده‌اند. گمان می‌رود انگیزه این بمب‌گذاری، مجازات کویت به دلیل کمک‌های نظامی و مالی‌اش به عراق در جنگ ایران و عراق بوده باشد. 

### بمب‌گذاری‌ها
در ۱۲ دسامبر ۱۹۸۳، یک کامیون حامل ۴۵ سیلندر بزرگ گاز متصل به مواد منفجره خمیری، دروازه‌های ورودی سفارت آمریکا در شهر کویت را شکست و به ساختمان اداری سه طبقه سفارت کوبید و نیمی از سازه را ویران کرد. این انفجار باعث شکستن پنجره‌ها و درها در خانه‌ها و مغازه‌های دوردست شد.
در ابتدا پنج نفر کشته شدند (دو فلسطینی، دو کویتی و یک سوری). آمار کشته‌شدگان در این حدود باقی‌ ماند، چرا که راننده به ساختمان پرجمعیت‌تر صدراعظم برخورد نکرد و مهم‌تر از آن، تنها یک چهارم مواد منفجره عمل کردند. یک دیپلمات آمریکایی به روزنامه‌نگار رابین رایت گفت: «اگر همه چیز خراب شده بود، اینجا تبدیل به یک پارکینگ می‌شد.»
در عرض یک ساعت، تلاش‌هایی برای انجام پنج انفجار دیگر صورت گرفت. یک ساعت بعد، خودرویی که مقابل سفارت فرانسه پارک شده بود، منفجر شد و حفره‌ای بزرگ به قطر حدود ۹ متر در دیوار امنیتی سفارت ایجاد کرد. در این حادثه، پنج نفر زخمی شدند.
هدفی که قرار بود قدرتمندترین انفجار را داشته باشد، پالایشگاه نفت و کارخانه نمک‌زدایی آب اصلی کویت، یعنی کارخانه پتروشیمی شعیبه، بود. ۱۵۰ سیلندر گاز روی یک کامیون حامل ۲۰۰ سیلندر، در ۱۵۰ متری پالایشگاه شماره ۲ و تنها چند متر دورتر از توده‌ای از مواد شیمیایی بسیار قابل اشتعال بر پایه سولفات منفجر شدند. اگر این انفجارها موفقیت‌آمیز بود، تولید نفت یکی از صادرکنندگان عمده نفت جهان را فلج می‌کرد و بخش عمده‌ای از منابع آب کویت را از کار می‌انداخت.
بمب‌های خودرویی دیگری در برج مراقبت فرودگاه بین‌المللی کویت، مرکز کنترل برق و محل اقامت کارمندان آمریکایی شرکت ریتیان که در حال نصب سیستم موشکی در کویت بود، منفجر شدند. دو بمب در شرکت ریتیان منفجر شدند، اولی قصد داشت ساکنان را به بیرون از ساختمان بکشاند و دومی قصد داشت آن‌ها را بکشد. این تلاش شکست خورد زیرا ساکنان بیرون نیامدند. یک تکنسین مصری در بمب‌گذاری برج مراقبت کشته شد، اما هیچ یک از بمب‌گذاری‌های دیگر منجر به تلفات جانی نشد.
بمب‌گذاری سفارت آمریکا، در کنار بمب‌گذاری حزب‌الله در سفارت آمریکا و بمب‌گذاری پادگان تفنگداران دریایی در لبنان در اوایل همان سال که گمان می‌رود حزب‌الله طراح آن بوده باشد، نمونه اولیه بمب‌گذاری انتحاری در خاورمیانه بود. 

### مسئولیت
در آن زمان گزارش شده بود که سازمان جهاد اسلامی و حزب الدعوه اسلامی در این بمب‌گذاری دست داشته‌اند. اندکی پس از انفجارها، جهاد اسلامی با مقامات کویتی تماس گرفت تا مسئولیت این انفجار را بر عهده بگیرند. این ادعا پس از آن جدی گرفته شد که لاف تماس‌گیرندگان مبنی بر وجود «هفتمین بمب» با کشف یک خودروی بمب‌گذاری شده در مقابل اداره مهاجرت تأیید شد.
زمانی که بقایای انگشت شست یک انسان پیدا شد و اثر انگشت آن به رعد مرتین عجیل، یک عضو شیعه ۲۵ ساله عراقی از حزب الدعوه، تعلق گرفت، ارتباط گروه الدعوه اسلامی با این بمب‌گذاری مشخص شد. در نهایت، ۲۱ متهم دیگر محاکمه شدند (۱۷ نفر در عملیات تعقیب و گریز سراسری دستگیر و ۴ نفر غیابی محاکمه شدند). پس از یک محاکمه شش هفته‌ای، شش نفر به اعدام (سه نفر از آنها غیابی)، هفت نفر به حبس ابد و هفت نفر به حبس بین پنج تا پانزده سال محکوم شدند. یکی از کسانی که در فوریه ۲۰۰۷ توسط دادگاهی در کویت محکوم شد، جمال جعفر محمد، که بیشتر با نام مستعار ابومهدی المهندس شناخته می‌شود، عضو سازمان کتائب حزب‌الله و پارلمان عراق و فرمانده نظامی نیروهای بسیج مردمی بود.

### انگیزه
تحلیلگران معتقدند که این بمب‌گذاری‌ها کار ایران با همکاری متحدان شیعه‌اش از عراق و لبنان بوده است. کویت در جنگ ایران و عراق از سال ۱۹۸۰ تا ۱۹۸۸ حمایت قابل توجهی از عراق کرده بود. بین سال‌های ۱۹۸۳ و ۱۹۸۴، کویت ۷ میلیارد دلار کمک مالی ارائه داد و پس از عربستان سعودی دومین کشور در کمک به عراق بود. ویرانی گسترده و تلفات انسانی در کویت می‌توانست الگویی برای سایر کشورهای عرب‌نشین حوزه خلیج فارس باشد که به عراق در برابر ایران کمک می‌کردند. در سال ۱۹۸۵، کشورهای عربی خلیج فارس کمک‌های مالی به عراق ارائه دادند که در مجموع به ۴۰ تا ۵۰ میلیارد دلار می‌رسید.
تصور می‌شود آمریکایی‌ها و فرانسوی‌ها به دلیل کمکشان به عراق و عدم کمک به ایران، در کویت هدف قرار گرفته‌اند. آمریکا ارسال تمام محموله‌های تسلیحات به ایران را متوقف کرده بود و در سال ۱۹۸۳ در عملیات ثابت‌قدم ۲ میلیارد دلار اعتبار تجاری به عراق اعطا کرده بود.

### پاسخ
گفته می‌شود این انفجارها دولت کویت را «کاملاً غافلگیر» کرده و آن‌ها را از اینکه چنین عملیات تروریستی سازمان‌یافته‌ای می‌توانسته درست جلوی چشمشان رخ دهد، مبهوت، وحشت‌زده و تا مغز استخوانشان لرزانده است. طبق گزارش روزنامه‌ی «ماندی مورنینگ گزت»، این کشور که تا آن زمان آرام بود، به یک «حکومت پلیسی» تبدیل شد، با دستگیری کارگران خارجی، ایجاد موانع متعدد در جاده‌ها، بررسی هویت و دستور تیراندازی به هر کسی که از توقف یا بازرسی خودداری کند.

### فشار بر کویت برای آزادی بمب‌گذاران
از «۱۷ کویتی»، ۱۲ نفر عراقی عضو الدعوه بودند، و ۳ نفر لبنانی بودند. یکی از آنها مصطفی بدرالدین بود که به اعدام محکوم شد. او همچنین پسرعمو و برادر همسر یکی از افسران ارشد حزب‌الله، عماد مغنیه، بود. «تحلیلگران می‌گویند شکی نیست که مغنیه و بدرالدین در برنامه‌ریزی بمب‌گذاری‌های دسامبر ۱۹۸۳ در کویت علیه سفارتخانه‌های ایالات متحده و فرانسه در آنجا نقش داشته‌اند...»
هم سازماندهی حزب‌الله و جمهوری اسلامی ایران و هم موقعیت دفتر مرکزی حزب الدعوه به آزادی شیعیان انقلابی در کویت کمک کرد.
در لبنان، گروگان‌های غربی، از جمله فرانک ریژه آمریکایی و کریستین ژوبر فرانسوی، توسط رادیکال‌های شیعه نگهداری می‌شدند که آزادی تروریست‌های الدعوه را به عنوان بهای آزادی گروگان‌ها مطالبه می‌کردند. در ۲۷ مارس ۱۹۸۴، پس از محکومیت متهمان الدعوه، گروگان‌گیران تهدید کردند که اگر دولت کویت اعدام برنامه‌ریزی‌شده‌ی زندانیان الدعوه را اجرا کند، گروگان‌های خود را خواهند کشت. یک ماه بعد، بنجامین ویر آمریکایی توسط بازیگرانی که همین درخواست را داشتند، ربوده شد. تری ویت، مذاکره‌کننده گروگان‌های انگلیکان، به امیر کویت متوسل شد و سعی کرد ویزای ورود به کویت را دریافت کند. گمان می‌رود که عدم پیشرفت او در آزادسازی تروریست‌های محکوم، دلیل ربوده شدن خودش و گذراندن پنج سال به عنوان گروگان بوده است.
اگرچه قرار بود محکومان به اعدام ظرف ۳۰ روز به دار آویخته شوند اما امیر کویت حکم اعدام آن‌ها را امضا نکرد. اعدام‌ها سال‌ها به تعویق افتاد تا اینکه این مردان فرار کردند.

#### ایران
عبدالعزیز حسین، سخنگوی ارشد دولت کویت، این بمب‌گذاری‌ها را «اولین عملیات متمرکز ایران برای صدور انقلاب و بی‌ثبات کردن خلیج فارس پس از شکست ایران در نفوذ به جبهه [جنگ] عراق» نامید. کویت در صورت عدم آزادی متهمان، با حملات بیشتر تهدید شد، و رادیو تهران مرتباً هشدارهایی از الدعوه پخش می‌کرد مبنی بر این‌که اگر به «قهرمانان» حاضر در دادگاه آسیبی برسد، کویت با «عواقب جدی» روبرو خواهد شد.

#### حزب‌الله
طی چند سال بعد، حزب‌الله با هدف مجبور کردن دولت کویت به آزاد کردن زندانیان الدعوه، یک رشته آدم‌ربایی و بمب‌گذاری انجام داد. به گروگان تری اندرسون گفته شد که او و دیگر گروگان‌های ربوده شده در بیروت «برای آزادی هفده رفیقشان در کویت» ربوده شده‌اند.
سپس گروه ۱۷ کویتی در رسوایی ایران-کنترا نقش ایفا کردند: عوامل اصلی ایران-کنترا پیشنهاد دادند که کویت را متقاعد کنند تا گروه ۱۷ کویتی را آزاد کند، به عنوان یکی از چندین مشوق برای آزادکردن گروگان‌های آمریکایی در لبنان. با این حال، وقتی رونالد ریگان، رئیس جمهور آمریکا ، از این پیشنهاد مطلع شد، ظاهراً «انگار که به شکمش لگد زده باشند» واکنش نشان داد.
سپس ماجرای «هفده کویتی» در رسوایی ایران-کنترا نقش پیدا کرد: دست‌اندرکاران این ماجرا پیشنهاد دادند که برای آزادی گروگان‌های آمریکایی در لبنان، به عنوان یکی از مشوق‌ها کویت را برای آزاد کردن اعضای گروه «هفده کویتی» تحت فشار قرار دهند.

## حملات به نفتکش‌ها در سال ۱۹۸۴
از آنجا که عراق در طول جنگ ایران و عراق به خشکی دسترسی نداشت، مجبور بود برای حمل نفت خود به کویت متکی باشد. در سال ۱۹۸۴، ایران حمله به تانکرهای کویتی حامل نفت عراق از کویت را آغاز کرد. ایران همچنین حمله به کشتی‌های کویتی (غیرمرتبط با عراق) را آغاز کرد. حملات قایق‌های تندروی ایران به کشتی‌های کویتی در نهایت باعث شد کویت در ۱ نوامبر ۱۹۸۶ رسماً از قدرت‌های خارجی درخواست کند تا از کشتی‌هایش محافظت کنند.

## سوء قصدهای ۱۹۸۵

### احمد الجرالله
در ۲۳ آوریل ۱۹۸۵، احمد الجرالله هدف یک سوءقصد قرار گرفت؛ زمانی که فردی مسلح در بیرون از دفتر کارش به سوی او شلیک کرد. او شش بار مورد اصابت گلوله قرار گرفت. سازمانی با نام «گردان‌های انقلابی عرب» مسئولیت این حمله را بر عهده گرفت. گمان می‌رفت که گروه فلسطینی «سازمان ابونضال» (ANO) پشت این سوءقصد باشد. اسناد دیپلماتیک فاش‌شده آمریکا نشان می‌دهند که برخی ناظران، این حمله را با دیدگاه‌های سیاسی احمد الجرالله مرتبط می‌دانستند.

### امیر جابر آل احمد
تا ماه مه ۱۹۸۵، جهاد اسلامی شش گروگان در لبنان، چهار آمریکایی و دو فرانسوی، در اختیار داشت و در ۱۶ مه، عکس‌هایی از آن‌ها منتشر کرد و ادعا کرد در صورت عدم آزادی تروریست‌های زندانی در کویت، «فاجعه‌ای وحشتناک» رخ خواهد داد. در ۲۵ مه ۱۹۸۵، یک بمب‌گذار انتحاری با خودروی خود به کاروان خودروهای جابر احمد الصباح، حاکم کویت، حمله کرد و دو محافظ و یک رهگذر را کشت و جابر را زخمی کرد. جهاد اسلامی مسئولیت این حمله را بر عهده گرفت و دوباره خواستار آزادی تروریست‌ها شد.

## بمب‌گذاری‌های ۱۹۸۵ شهر کویت
در ۱۱ ژوئیه ۱۹۸۵، دو بمب در دو کافه در شهر کویت منفجر شد و ۱۱ نفر را کشته و ۸۹ نفر دیگر را زخمی کرد.

## حمله به تأسیسات نفتی ۱۹۸۶
در سال ۱۹۸۶، یک سال پس از حمله به کاروان امیر جابر، حمله‌ای به یک تأسیسات نفتی رخ داد که تقریباً باعث تعطیلی صنعت نفت کویت شد.

## بمب‌گذاری‌های ۱۹۸۷ شهر کویت
در ژانویه ۱۹۸۷، بمبی در یک منطقه خرید، درست قبل از اجلاس سازمان کنفرانس اسلامی منفجر شد. در ژوئیه ۱۹۸۷، بمب‌های خودرویی در یک منطقه خرید شیک منفجر شدند که منجر به کشته شدن دو نفر و تخریب نمای چندین فروشگاه شد.

## حملات موشکی ۱۹۸۷
در اکتبر ۱۹۸۷، ترمینال نفتی کویت توسط یک فروند موشک کرم ابریشم ایرانی مورد اصابت قرار گرفت که مشاهده شد از شبه‌جزیره فاو شلیک شده است. این حمله کویت را بر آن داشت تا یک آتشبار موشکی هاوک را در جزیره فیلکه برای محافظت از ترمینال مستقر کند. در دسامبر ۱۹۸۷، یک موشک کرم ابریشم ایرانی دیگر به سمت ترمینال شلیک شد، اما به جای آن به یک شناور طعمه برخورد کرد. پیش از این حملات، برد این موشک کمتر از ۸۰ کیلومتر (۵۰ مایل) تصور می‌شد اما این حملات ثابت کرد که برد این موشک‌ها از ۱۰۰ کیلومتر (۶۲ مایل) بیشتر است.

## هواپیماربایی (۱۹۸۴–۱۹۸۸)

### پرواز شماره ۲۲۱ کویت ایرویز
درخواست هواپیماربایان آزادی اعضای گروه «هفده کویتی» بود؛ درخواستی که پذیرفته نشد. در طول این بحران، زنان، کودکان و مسلمانان آزاد شدند، اما دو مقام آمریکایی از آژانس توسعه بین‌المللی ایالات متحده، چارلز هگنا و ویلیام استنفورد، به ضرب گلوله کشته و جسدشان روی باند فرودگاه رها شد. چند ده نفری که در هواپیما باقی مانده بودند -به‌ویژه آمریکایی‌ها- تهدید و شکنجه شدند. مهندس پرواز بریتانیایی، نیل بیستون، به بی‌بی‌سی گفت: «هر پنج دقیقه یک اتفاق وحشتناک می‌افتاد. اصلاً وقفه‌ای بین ترس و تنش‌ها نبود.»
با وجود این، هواپیماربایان بیانیه‌ای منتشر کردند و مدعی شدند: «ما با هیچ‌کس دشمنی نداریم و قصد نداریم آزادی کسی را سلب کنیم یا کسی را بترسانیم...»
در روز ششم این بحران، نیروهای امنیتی ایران به هواپیما یورش بردند و گروگان‌های باقی‌مانده را آزاد کردند. مقامات اعلام کردند که هواپیماربایان محاکمه خواهند شد، اما آن‌ها آزاد شدند و اجازه یافتند کشور را ترک کنند. برخی از مسافران و مقامات، ایران را به همدستی در این هواپیماربایی متهم کردند و نجات گروگان‌ها را نمایشی خواندند. یک مسافر کویتی و دو پاکستانی گفتند که پس از فرود هواپیما، تجهیزات و سلاح‌های بیشتری به هواپیماربایان تحویل داده شد، از جمله دستبند و طناب‌های نایلونی برای بستن مسافران به صندلی‌ها. یک مقام آمریکایی نیز با تردید گفت: «آیا این تسلیم از پیش برنامه‌ریزی نشده بود؟ شما نظافتچی‌ها را سوار هواپیما نمی‌کنید آن هم وقتی که مواد منفجره کار گذاشته‌اید، قول انفجار هواپیما داده‌اید و وصیت‌نامه‌تان را خوانده‌اید.»
وزارت امور خارجه ایالات متحده جایزه‌ای ۲۵۰ هزار دلاری برای اطلاعاتی که منجر به دستگیری افراد دخیل در هواپیماربایی شود، اعلام کرد اما هیچ واکنش نظامی نشان نداد. گزارش‌های مطبوعاتی بعدی عماد مغنیه از اعضای حزب‌الله را به این هواپیماربایی‌ها مرتبط دانستند.

### پرواز شماره ۸۴۷ شرکت هواپیمایی TWA
در ۱۴ ژوئن ۱۹۸۵، پرواز شماره ۸۴۷ شرکت هواپیمایی ترنس‌ورلد در مسیر آتن به رم ربوده شد. یکی از خواسته‌های هواپیماربایان، آزادی ۱۷ زندانی در کویت بود.

### پرواز شماره ۴۲۲ کویت ایرویز
در ۵ آوریل ۱۹۸۸، پرواز شماره ۴۲۲ خطوط هوایی کویت ایرویز با ۱۱۱ مسافر و خدمه، از جمله سه عضو خانواده سلطنتی کویت، از بانکوک به کویت ربوده شد. شش یا هفت مرد لبنانی (از جمله حسن عزالدین، یکی از ربایندگان پرواز ۸۴۷ ترنزورلد) که به سلاح گرم و نارنجک دستی مسلح بودند، خلبان را مجبور کردند در مشهد، ایران فرود بیاید و خواستار آزادی ۱۷ چریک شیعه بازداشت‌شده در کویت شدند.
این هواپیماربایی ۱۶ روز به طول انجامید و هواپیما مسافتی حدود ۳٬۲۰۰ مایل را از مشهد در شمال‌شرق ایران به لارناکا در قبرس و در نهایت به الجزیره طی کرد. این رویداد طولانی‌ترین هواپیماربایی ثبت‌شده تا آن زمان است. در جریان این بحران، دو مسافر کویتی به نام‌های عبدالله خالد‌ی (۲۵ ساله) و خالد ایوب بندر (۲۰ ساله) توسط ربایندگان به ضرب گلوله کشته و اجسادشان در قبرس روی باند پرتاب شدند.[۳] کویت از آزادی ۱۷ زندانی خودداری کرد و در نهایت هواپیماربایان اجازه یافتند الجزیره را ترک کنند.

## پیامدها
سرانجام، زندانیان «کویت ۱۷» آزاد شدند، که طبق گزارش‌ها در جریان حمله عراق به کویت، زمانی که ۱۳۰۰ زندانی از زندان مرکزی سعیدیه کویت فرار کردند، رخ داد. ۱۵ زندانی الدعوه توسط مقامات عراقی بازداشت و به ایران منتقل شدند. 
حزب الدعوه اصرار دارد که حملات در کویت توسط عواملی انجام شده که به‌گفته آن‌ها «توسط ایران مصادره شده بودند». در فوریه ۲۰۰۷، خبرنگاران گزارش دادند که جمال جعفر محمد، که در سال ۲۰۰۵ به‌عنوان عضوی از جناح اعلای انقلاب اسلامی عراق (SCIRI/بدر) از ائتلاف متحد عراق (UIA) به پارلمان این کشور راه یافته بود، در کویت به اتهام طراحی بمب‌گذاری‌های منتسب به حزب الدعوه به اعدام محکوم شده است.